# Kings of Atlantis
Kings de Atlantis (en español: Reyes de Atlantis) es una animación televisiva por Internet estadounidense producida exclusivamente para Youtube Red y Youtube Kids, el cual protagonizó Cody Owen & JoeBuz. La serie se estrenó el 7 de abril de 2017 y el final de temporada se estrenó el 26 de mayo de 2017. La serie de 13 episodios está basada en varias series y películas sobre Atlantis y coproducidos por Omnia Media y Mighty Coconut. Según TubeFilter, Kings of Atlantis era la primera serie original para Niños de Youtube Red. Incluso aunque la serie está basada en varias películas y series sobre Atlantis, "esta no es una serie de Machinima y no presenta gráficos realistas como lo hacen algunas películas y series."
Cada episodio de 11 minutos encuentra a Cody y Joe en una aventura en la ciudad de Atlantis.

## Personajes
Cody, Joe, Profesor Pikalus, Phaeton (Pitón en el doblaje al español), Anémona, Coral, Alchemor, Rey Atlas, Crabman el Cangrejero.

## Episodios
| Núm. | Título original (en inglés)         | Título en español                   | Fecha de publicación original |
| ---- | ----------------------------------- | ----------------------------------- | ----------------------------- |
| 1    | “Coronation Catastrophe“            | "Coronación Catastrófica"           | 7 de abril de 2017            |
| 2    | “Sneaky Justice“                    | "Justicia Escurridiza"              | 7 de abril de 2017            |
| 3    | “Night of the Dripping Dead“        | "La Noche de los Muertos Goteantes" | 7 de abril de 2017            |
| 4    | “Kraken Kid and the Krazy Krushers“ | "Kraken Kid y Los Machaca Locos"    | 7 de abril de 2017            |
| 5    | “Crabman the Crabmerian“            | "Crabman el Cangrejero"             | 7 de abril de 2017            |
| 6    | “Saving Tides Day“                  | "Salvando El Día de las Mareas"     | 7 de abril de 2017            |
| 7    | “Hunter and the Hunted“             | "La Cazadora y el Cazado"           | 14 de abril de 2017           |
| 8    | “Pikalus Smash“                     | "Pikalus ¡Aplasta!"                 | 21 de abril de 2017           |
| 9    | “High Reef Drifter“                 | "El Vagabundo del Arrecife"         | 28 de abril de 2017           |
| 10   | “Unmasked“                          | "Desenmascarados"                   | 5 de mayo de 2017             |
| 11   | “Cody's Cursed!“                    | "La Maldición de Cody"              | 12 de mayo de 2017            |
| 12   | “The Realm of the Titans“           | "El Reino de los Titanes"           | 19 de mayo de 2017            |
| 13   | “Return of the Kings“               | "El Regreso de los Reyes"           | 26 de mayo de 2017            |